# Vlag van De Wilp

Vlag van De Wilp

De vlag van De Wilp is de dorpsvlag van het dorp De Wilp, gelegen in de gemeente Westerkwartier in de Nederlandse provincie Groningen. De vlag werd in 2012 gelijktijdig ontworpen met het wapen van De Wilp.

## Blazoenering
De beschrijving van de vlag luidt als volgt:
Drie banen met een lengte van 7:3:20, zwart, wit, groen, met aan de broekzijde een geel plompenblad tussen twee witte klaverbladen, aan de vluchtzijde een witte wulp.

### Symboliek
- Groen veld: verwijst naar de weidegronden rond het dorp.[1]
- Wulp: de weidevogel waar het dorp zijn naam aan ontleent.[1]
- Zwarte baan: duidt op de veenontginning.[1]
- Zilveren baan: staat symbool voor de vaart door het dorp.[1]
- Gouden plompenblad: verwijzing naar zowel de rijkdom die het dorp vergaarde als naar het Friese karakter van De Wilp.[1]
- Klaverbladen: staan voor het agrarische karakter van het dorp.[1]

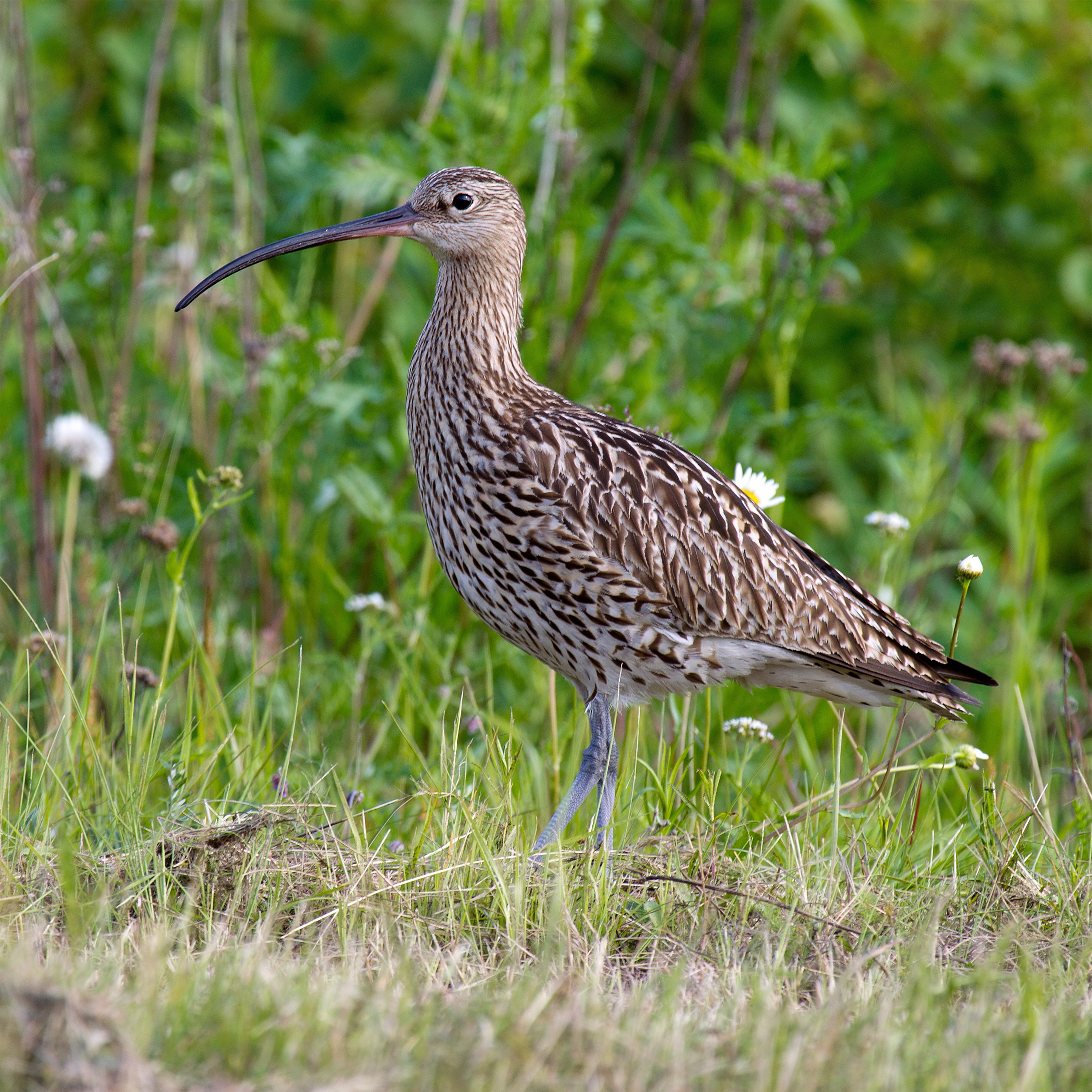
Een wulp.
Een plompenblad.

## Zie ook

Wapen van De Wilp